# Beba Veche
Beba Veche là một xã thuộc hạt Timiș, România. Dân số thời điểm năm 2002 là 1603 người.